# Puerto Pinares
Puerto Pinares es una localidad argentina situada en el Departamento Eldorado, en la Provincia de Misiones. Administrativamente depende del municipio de Eldorado, de cuyo centro urbano dista unos 9 km. Se halla sobre la margen izquierda del río Paraná, siendo el puerto el lugar de arribo para los colonos que llegaban a la zona norte de Misiones. No obstante, la mayor parte de la población se halla a 1 km del mismo, en el camino que la vincula a la Ruta Nacional 12. En la localidad se encuentra la delegación de Prefectura Naval Argentina de Eldorado.

## Vías de comunicación
Su principal vía de acceso es la Ruta Nacional 12, que la vincula por asfalto con Eldorado al norte y Puerto Piray al sur.